# Samnorsk

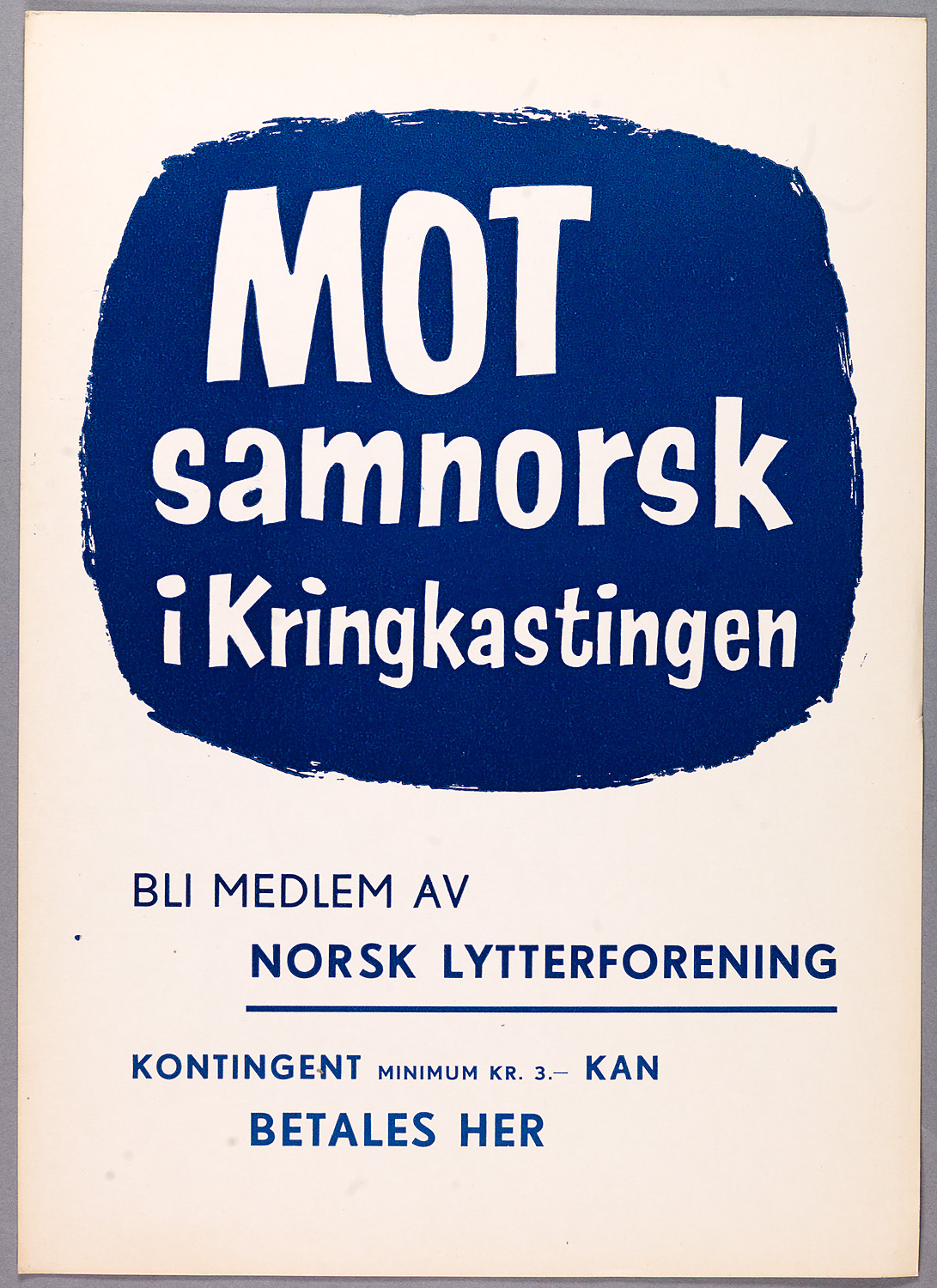
El texto de la imagen se traduce como «Contra el samnorsk en la radiodifusión», mostrando la crítica de los partidarios del riksmål.

Samnorsk fue una norma escrita propuesta del idioma noruego que se planteó entre las décadas de 1930 y 1950 como una forma de cerrar la brecha entre las variedades existentes del idioma.

## Contexto histórico y lingüístico
En el siglo XX, Noruega tenía dos normas oficiales distintas para su lengua: el Riksmål (una forma escrita cercana al danés, que más tarde evolucionaría hacia el actual Bokmål) y el Landsmål (una construcción lingüística basada en los dialectos rurales del oeste y el centro del país, que se transformó en el actual Nynorsk). Esta dualidad reflejaba una larga historia de tensiones políticas, culturales y sociales derivadas de la unión con Dinamarca, que había dejado profundas huellas en el idioma escrito.
Una reforma ortográfica en 1917, promovida por el rey Haakon VII, marcó el primer intento serio de unificar ambos estándares. Aunque no impuso una fusión completa, introdujo variantes opcionales de ortografía y morfología inspiradas en el nynorsk dentro del bokmål, en un esfuerzo por hacer que las dos formas convergieran paulatinamente.

## El proyecto de unificación
En 1951, el Storting (Parlamento noruego) decidió establecer un consejo lingüístico, el Norsk språknemnd, con el mandato explícito de trabajar hacia una fusión futura de las dos formas escritas. Este proyecto pasó a conocerse como samnorsk («noruego conjunto» o «noruego unificado»).
Sin embargo, el proceso resultó extremadamente polémico. Los partidarios del riksmål, en particular, percibieron las reformas como un ataque a su herencia lingüística y cultural. Las propuestas de «norueguización» exigían sustituir formas tradicionales de origen danés por equivalentes más cercanos a los dialectos rurales. Una de las medidas más controvertidas fue la generalización de la terminación -a en el artículo definido de los sustantivos femeninos —por ejemplo, cambiar melket por mjølka, acercándose a la morfología del nynorsk.
Lo que había sido opcional en la reforma de 1917 se volvió obligatorio en la reforma ortográfica de 1938, lo que provocó una fuerte reacción entre la población urbana, los medios de comunicación y la élite cultural. La prensa escrita, las editoriales y las escuelas se convirtieron en escenarios de confrontación lingüística, y el término *samnorsk* empezó a usarse de forma peyorativa por sus opositores. Las campañas públicas, pancartas y manifiestos en contra de lo que se percibía como una lengua artificial impuesta se multiplicaron durante los años 50, como refleja el cartel de 1955 con el lema «mot samnorsk i kringkastinga» («contra el samnorsk en la radiodifusión»).

## Declive y abandono
La resistencia social y cultural condujo gradualmente al fracaso del proyecto samnorsk. Aunque algunas reformas se mantuvieron, el ideal de una lengua unificada fue finalmente abandonado como objetivo político. En 1972, el consejo lingüístico fue reemplazado por el Norsk språkråd, una entidad menos intervencionista que reconoció oficialmente la coexistencia duradera de bokmål y nynorsk como dos normas independientes y válidas dentro del idioma noruego.

## Legado
Hoy en día, el samnorsk se considera un capítulo cerrado pero significativo en la historia del idioma noruego. Representa no solo una cuestión filológica, sino también una lucha más amplia sobre la identidad nacional, el poder cultural y la memoria histórica tras siglos de influencia extranjera. Aunque no se logró una lengua común, las reformas ortográficas sucesivas contribuyeron en cierto grado a acercar ambos estándares, legitimando elementos del habla popular y rural dentro de la lengua escrita oficial.